# Nevo azul
Nevo azul em seu caminho, da crista neural para a epiderme alguns melanócitos podem manter-se no tecido conjuntivo subepitelial. É dessas células que, provavelmente, se originam os nevos azuis. São intensamente pigmentados, de cor azul ou negra, constituindo-se em lesões benignas.
Muito raramente, segundo Lucas, ocorre transformação maligna. A ocorrência do nevo azul nos tecidos bucais foi descrita inicialmente por Scofield (1959), sendo que Weathers e Waldron (1967), e King e cols. (1967) sumariaram casos relatados, verificando que ocorriam com maior freqüência no palato duro, sendo que o palato mole e lábio também eram atingidos. Em 11 casos descritos por Goldberg e cols (1969), nove eram no palato duro sem predileção de sexo: as idades dos pacientes estavam entre 2ª e 7ª década de vida.